# Haematopota fumgiata
Haematopota fumgiata är en tvåvingeart som beskrevs av Schuurmans Stekhoven 1926. Haematopota fumgiata ingår i släktet Haematopota och familjen bromsar. Inga underarter finns listade i Catalogue of Life.